# Färglådan (utställning)
Färglådan var en vandringsutställning som producerades av den statliga myndigheten Riksutställningar. Den besökte ett stort antal orter över större delen av Sverige mellan åren 1978 och 1988. Som namnet antydde handlade utställningen om färg i lådformat.

## Bakgrund
Färglådan var en variant av Riksutställningars så kallade ”Röda skåp”, som tillsammans med efterföljande "Gröna skåp” var en speciallösning för utställning och transport i samma paket. Lådan som utställningen fraktades i blev också montern för utställningen på plats. Syftet var att få ner vikt och omfång på de olika utställningarna. Riksutställningars tekniker experimenterade med nya tekniker och lätta material och resultatet blev lådorna som tillverkades i ett stort antal.
Enligt boken Kultur i rörelse – en historia om Riksutställningar och kulturpolitiken kom initiativet från konstbildningsorganisationen Föreningen konst i skolan, som producerat ett antal vandringsutställningar för skolor. Lådlösningen passade för den typen av verksamhet, i form av utställningspaket som kunde packas upp och användas i klassrummet. De flesta av lådorna på turné över landet innehöll en studiehandledning, ljud- och bildband, fotografier och föremål.

### Formlek1968
En av föregångarna till de senare ”röda” och ”gröna” lådorna var Riksutställningars vandringsutställning Formlek från 1968. Utställningen bestod av fem askar i proportionerligt minskande storlekar som rymdes i varandra – modell så kallade kinesiska askar eller ryska dockor. Askarnas utsidor var klädda med fotografiska motiv och insidan målad i olika, klara färger. Förväntan på vad som väntade i nästa ask var en del av lockelsen och poängen med Formlek som var anpassad till olika studiemoment för lågstadiet och specialklasser. Askarna kunde användas för att träna rumsliga begrepp, exempelvis ”ovanpå” och ”inuti”. För mellan- och högstadiet kunde askarna användas för studier om mätning baserat på kuber, eller för matematiska förhållanden som kvadrat och kubik.
Formlek tillverkades i flera olika material, bland annat masonit och wellpapp. När Formlek fraktades blev den en kompakt kub med sidan 35 centimeter och med vikten cirka 10 kilogram. Utställningen massproducerades och turnerade i nästan 20 år.
Andra utställningar på ”låd”-temat var Konst på burk, en liten studielåda för skola och bibliotek, Dockteaterlådan i samarbete med Marionetteatern i Stockholm, men även Musiklådan I – avsedd för bibliotek, förskola och skola från 1972 i samarbete med Rikskonserter och Musikmuseet.

### ”Röda skåp”
1971 hade Riksutställningars experiment lett fram till en prototyp för det som senare kom att kallas för ”Röda skåp”. Lådtypen var från början avsedd för att tillvaras i stort antal enligt den karakteristiska modellen ett skåp som samtidigt fungerade som transportlåda och utställningsmonter. Skåpets stativ fungerade som  skydd vid transport. Ett av de ”Röda skåpen” var Örtagård med föremål från Nordiska museet, bland annat ett ovanligt kryddskåp, en kryddkvarn och en mortel och konstruktionen som med hjälp av en liten elektrisk kvarn spred doften av salvia basilika, dragon och timjan från skåpet.

### ”Gröna skåp”
I början av 1980-talet tog Riksutställningar fram en serie mindre utställningsskåp med namnet Gröna skåp I. Den gröna varianten var riktad mot förskolan, låg- och mellanstadiet. De handlade om smådjur i form av igelkottar, skogsmöss och ormar. Ett diorama i mitten av skåpet visade ett uppstoppat djur i naturlig miljö. På skåpdörrarna informerade planscher om hur djuret anpassade sig efter miljön och i en låda fanns böcker och skinn och kranier från djur, spillning eller prov på djurens mat. Ett fack på skåpets baksida innehöll 6 till 8 plywoodskivor med bilder och texter som gav en uppfattning om djurets tillvaro och vanor såg ut. Gröna skåp II berättade om mullvad, fladdermus och getingen.
Det finns en lockelse med skåpformen. Ett skåp är ju redan ett litet färdigt rum, en del av det stora rummet där betraktaren står. Även om skåpet är litet så finns det en stor utställningsyta – utrymmet som öppnar sig successivt som scener i en teaterpjäs. Det blir ett äventyr att ge sig in i ett sådant skåp. (På gång 24, 1986)

### ”Otäcka” skåp
En av de ovanligare skåputställningarna var det så kallade Skräckskåpet från 1988, en biblioteksutställning för unga. Skräckskåpet var en fortsättning på Riksutställningars samarbete med Svenska filminstitutet, som 1984 hade resulterat i Cinemaskåpet – en utställning om Robin Hood. Den här gången var frihetshjälten i trikåer bytt mot otäcka upplevelser gömda i ett skåp med drakvingar, fönster, utdragbara lådor och knappar som gick att trycka på. Inuti skåpet fanns bland annat ett hårigt kranium och stålklädda skor som besökaren kunde känna genom att sticka in armen. En inbyggd tv-skärm visade hur människor gjordes om till varulvar på Hollywoodvis.

## Tema
Färglådan var en utställning om färg och upplevelsen av färg, om vilka typer av färg det finns och att färg kan upplevas på olika vis under olika förutsättningar. Bland annat fick publiken prova på hur det kändes att vara färgblind.

## Produktion
Färglådan skapades av K-G Nilson med mångårig erfarenhet av färgpedagogik. Den var inredd med ett litet ljuslaboratorium och nio lådor med information om färg. Framsidan bestod av två uppvikbara dubbeldörrar som mångdubblade utställningens yta. Dörrarna innehöll förvaringsutrymmen för färgburkar med färgpigment från djur- och växtriket, men det fanns också exempel på garn som hade färgats med växter och strukturfärger. Skåpets ljuslaboratorium skulle användas för att studera ljusets påverkan på upplevelsen av en färg, att den kunde uppfattas olika beroende på vad ljuskällan bestod av, ljusrör eller så kallat glödljus – dåtidens glödtrådslampor. I skåpet fanns också en strålkastare för ljusexperiment. Med hjälp av utbytbara färgfilter och specialglasögon kunde publiken få prova hur färgblinda upplever färger. Skåpet var pedagogiskt utformat med en bruksanvisning så att mottagaren, den lokala utställaren, skulle kunna montera det på egen hand.
Transportvikten på Färglådan var 120 kilogram, varav själva skåpet vägde 70 kilogram.

### Handledning i färg
Med Färglådan följde en 26-sidig handledning, sammanställd av Ingrid och K-G Nilson.

Handledningen inleddes med en handskriven betraktelse av K-G Nilson:
I växelspelet mellan ljus och mörker uppstår färg. Det är ett sannskyldigt under, en ständigt pågående omstörtande verksamhet som naturen gör sig skyldig till. Färgen är en överväldigande upplevelse och därtill utmanande: den låter sig inte översättas i ord. Vi kan visserligen komma ett stycke med jämförelsen, psykotypiska samband och synestesien, men till sist når vi en punkt där översättningen slår slint men känslan fortfarande är en realitet.

### Färglådans innehåll
(Skåpets vänstra dörr:)
- Exempel på färger från jord och berg.
- Exempel på färger från djur och växter.
- Färgprover.

(Skåpets högra dörr:)
- Exempel på strukturfärger.
- Spektrum.
- Färgblindhetstest med facit.

(Skåpets mitt:)
- Vridbara strålkastare med färgfilterhållare.
- Lysrörsomkopplare.
- Variator.
- Strömbrytare.
- Löstagbar gråskala.
- Planschverk.

- Nio lådor i en byråliknande uppsättning i botten.[13]

#### Lådorna bestod av:
- Vita lådan
- Grå lådan
- Svarta lådan
- Röda lådan
- Orangefärgade lådan
- Gula lådan
- Violetta lådan – med 25 övningar, bland annat färganvändning, färgbeskrivning, färgblandning.
- Blå lådan
- Gröna lådan[12]

## Turné
Färglådan blev en av Riksutställningars långkörare – den turnerade i tio exemplar från 1978 till 1988. Ett stort antal orter besöktes, från södra till norra Sverige. På vissa platser blev utställningen kvar i tio månader, exempelvis Färglådan nr 3 på Norrbottens museum i Luleå, 1980-08-15 till 1981-06-15.

## Ekonomi
Kostnadsberäkning för layout och tryckning av Färglådan – en handledning (2 000 exemplar): 27 388 kronor, avrundat i beräkningen till 28 000 kronor.
Hyran för Färglådan var 75 till 200 kronor, beroende på transportlängd.